# Шелагин, Борис Евгеньевич
Борис Евгеньевич Шелагин (1908, Санкт-Петербург, Российская империя — 1942, Ленинград, СССР) — советский футболист и игрок в хоккей с мячом, нападающий.
Старший из футбольной семьи братьев Шелагиных (остальные — Евгений и Валентин). В 1920-х годах был принят в основной состав «Динамо», где выступал больше двенадцати лет подряд. Входил в состав сборных Ленинграда по футболу и хоккею с мячом. С 1939 до начала Великой Отечественной войны играл в первой клубной команде «Динамо» на первенство Ленинграда.
Скончался во время ленинградской блокады зимой 1942 года.